# Heinrich Harrer
Heinrich Harrer (født 6. juli 1912, død 7. januar 2006) var en østrigsk, bjergbestiger og eventyrer. I oktober 1933 meldte han sig ind i SA, i april 1938 i SS, og endelig i Nazistpartiet 11. august 1938, med tilbagevirkende kraft fra 1. maj 1938 (medlemsnummer 6.307.081). Dette blev opdaget i 1996 i forbindelse med filmatiseringen (1997) af hans bog Syv år i Tibet (1952) med Brad Pitt i hovedrollen som Heinrich Harrer. Han kaldte sit medlemskab for en "dum fejl" og "ideologisk fejlskøn". Han befandt sig 1939-1952 i Asien. Han boede syv år i Tibet. Harrer skrev mange bøger.

## Bøger
- Das alte Lhasa. Bilder aus Tibet. Ullstein, Berlin 1997, ISBN 3-550-08435-8.
- Borneo. Mensch und Kultur seit ihrer Steinzeit. Pinguin-Verlag, Innsbruck 1988, ISBN 3-7016-2294-9.
- Denk ich an Bhutan. Herbig, München 2005, ISBN 3-7766-2439-6.
- Erinnerungen an Tibet. Ullstein, Frankfurt/M. 1993, ISBN 3-550-06813-1.
- Geheimnis Afrika. Pinguin-Verlag, Innsbruck 1979, ISBN 3-524-76027-9.
- Geister und Dämonen. Magische Erlebnisse in fremden Ländern. Ullstein Frankfurt/M. 1993, ISBN 3-548-35336-3.
- Haka-Haka. Bei den Xingu-Indianern im Amazonasgebiet. Ullstein, Frankfurt/M. 1979, ISBN 3-548-32013-9.
- Der Himalaya blüht. Blumen und Menschen in den Ländern des Himalaya. Pinguin-Verlag, Innsbruck 1980, ISBN 3-524-76031-7.
- Ich komme aus der Steinzeit. Ewiges Eis im Dschungel der Südsee. Fischer, Frankfurt/M. 1978, ISBN 3-596-23506-5.
- Ladakh. Götter und Menschen hinter dem Himalaya. Ullstein, Frankfurt/M. 1988, ISBN 3-548-32016-3.
- Die letzten Fünfhundert. Expedition zu den Zwergvölkern auf den Andamanen. Ullstein, Berlin 1977, ISBN 3-550-06574-4.
- Mein Leben. Ullstein, München 2002, ISBN 3-550-07524-3.
- Meine Forschungsreisen. Pinguin-Verlag, Innsbruck 1986, ISBN 3-7016-2242-6.
- Rinpotsche von Ladakh. Pinguin-Verlag, Pinguin 1981, Innsbruck 1981, ISBN 3-7016-2102-0.
- Sieben Jahre in Tibet. Mein Leben am Hofe des Dalai Lama. Ullstein, Wien 1952. (Ullstein 2006, ISBN 3-548-35753-9.)
- "Unter Papuas – Mensch und Kultur seit ihrer Steinzeit", Pinguin-Verlag, Innsbruck 1976
- Unter Papuas. Mensch und Kultur seit ihrer Steinzeit. fischer, Frankfurt/M. 1980, ISBN 3-596-23508-1.
- Unterwegs. Handbuch für Reisende. Brockhaus, Wiesbaden 1988, ISBN 3-7653-0318-6.
- Die Weiße Spinne. Das große Buch vom Eiger. Ullstein, München 2001, ISBN 3-548-36229-X.
- Wiedersehen mit Tibet. Ullstein, Frankfurt/M. 1997, ISBN 3-548-35666-4.
- Gaisbergbahn. Verlag Josef Otto Slezak, Wien 1984, ISBN 3-85416-096-8.